# Rogožarski IK-3
Rogožarski IK-3 là một loại máy bay tiêm kích đánh chặn một chỗ của Nam Tư trong thập niên 1930. Được thiết kế bởi Ljubomir Ilić và Kosta Sivčev nối tiếp mẫu tiêm kích IK-1/IK-2. Nó có vài ưu điểm, dễ dàng điều khiển hơn so với các mẫu máy bay cùng thời như Messerschmitt Bf 109E và Hawker Hurricane Mk.I.

## Quốc gia sử dụng
Kingdom of Yugoslavia
- Không quân Hoàng gia Nam Tư

 Germany
- Luftwaffe

## Tính năng kỹ chiến thuật (Rogožarski IK-3)

### Đặc điểm riêng
- Tổ lái: 1
- Chiều dài: 27 ft 5 in (8,38 m)
- Sải cánh: 33 ft 10 in (10,33 m)
- Chiều cao: 10 ft 8 in (3,23 m)
- Diện tích cánh: 179 ft² (16,6 m²)
- Trọng lượng rỗng: 4.123 lb (1.874 kg)
- Trọng lượng có tải: 5.291 lb (2.405 kg)
- Động cơ: 1 × Hispano-Suiza 12Ycrs do Avia chế tạo, 920 shp (686 kW)

### Hiệu suất bay
- Vận tốc cực đại: 327 mph (526 km/h) trên độ cao 17.715 ft (5.401 m)
- Tầm bay: 310 dặm (496 km)
- Trần bay: 26.250 ft (8.000 m)
- Lực nâng của cánh: 29 lb/ft² (113 kg/m²)
- Lực đẩy/trọng lượng: 0,17 hp/lb (0,29 kW/kg)

### Vũ khí
- 1 khẩu pháo Hispano-Suiza HS-404 20 mm
- 2 khẩu súng máy FN-Browning 7,92 mm